# Марко Поло (Доктор Кто)
Марко Поло (англ. Marco Polo) — четвёртая серия британского научно-фантастического телесериала «Доктор Кто», состоящая из семи эпизодов, которые были показаны в период с 22 февраля по 4 апреля 1964 года. Все эпизоды серии являются утерянными, но существуют реконструкции, состоящие из наложения фотографий со съёмок серии на записанный звук.
Сюжет серии происходит в Китае в 1289 году, где главные герои сериала встречают путешественника Марко Поло и монгольского хана Хубилая.

## Синопсис
Доктор и его спутники вынуждены отправиться в путешествие по Китаю, чтобы вернуть себе ТАРДИС, которую Марко Поло хочет подарить хану.

## Сюжет

### Эпизод 1. Крыша мира
ТАРДИС прибывает на снежные вершины Памира. Корабль повреждён и не в состоянии путешествовать дальше. Доктор со спутниками видят странное существо в горах и бегут от него, но в скором времени существо скрывается, и путешественники оказываются в окружении монголов, которые угрожают их убить. Но тут из толпы выходит Марко Поло и останавливает монголов. Они ведут Доктора, который страдает горной болезнью, и его спутников в свой лагерь. Марко Поло представляет путешественникам своих товарищей. Среди них: Тегана, эмиссар мира, посланный от хана Нагая к хану Хубилаю, и молодая китаянка Пинг-Чо, которая должна выйти замуж в Шанду за человека, которому 75 лет. Монголы боятся, что Доктор — злой колдун, и верят, что он бессилен вне ТАРДИС, поэтому Поло запрещает ему входить на корабль до первой остановки, где он сможет починить свой «караван». Когда монголы делают остановку в Лопе, Марко Поло рассказывает Доктору, что не собирается отдавать ему ТАРДИС, а хочет подарить её Хубилаю, чтобы уйти со службы. Между тем Тегана покупает яд, чтобы отравить караван.

### Эпизод 2. Поющие пески
Путешественники держат путь через пустыню Гоби. Ночью караван останавливается, но Доктор отказывается выходить из своей палатки в знак протеста. Сьюзен и Пинг-Чо видят, как Тегана уходит из лагеря, и решают последовать за ним. Начинается песчаная буря, и девочки теряются в пустыне. Из-за песчаной бури Тегане не удаётся привести свой план в действие. Он находит девочек, и они возвращаются в лагерь. Караван продолжает двигаться по пустыне. Запасы еды и воды пустеют, и Тегану отправляют к оазису, чтобы пополнить их. Но он так и не возвращается, и путешественники решают продолжить свой путь.

### Эпизод 3. Пять сотен глаз
Ситуация становится всё более отчаянной. Вода полностью заканчивается, но Доктору и Сьюзен удаётся собрать воду, которая конденсируется на стенах ТАРДИС за ночь. Караван приезжает в город Дуньхуан, где пополняет свои запасы. Там путешественники встречают Тегану, и он возвращается к ним. Во время остановки Тегана ускользает в пещеру Пятисот Глаз, где встречает двух шпионов Малика и Акомата, и они рассказывают ему, что хан Нагай собирает армию и направляется в сторону Каракорума. Тегана хочет, чтобы бандиты напали на караван и убили Марко Поло и его спутников. Их план был частично услышан Барбарой, хоть она и не осознаёт участия в этом Тегана. Бандиты берут её в плен, а Тегана возвращается к каравану, симулируя удивление, когда исчезновение Барбары было обнаружено. Доктор делает вывод, что она может быть в пещере Пятисот Глаз, и направляется туда вместе со Сьюзен и Пинг-Чо.

### Эпизод 4. Стена лжи
Марко, Тегана и Ян приходят к пещере позднее других. Тегана боится, что его причастие к этому будет раскрыто, и он убивает Малика, чтобы замести следы. Наконец путники находят Барбару и возвращаются к каравану. Там Тегана решает испробовать другую тактику. Он говорит Марко, что Сьюзен имеет нездоровую власть над Пинг-Чо и у Доктора, возможно, есть ещё один ключ от ТАРДИС. Барбара же обвиняет Тегану и говорит, что видела его в пещере с другими бандитами. На следующий день Тегана ведёт Марко Поло к ТАРДИС, где они видят Доктора, выходящего из неё. Марко отбирает у Доктора ключ и ставит охранников охранять шатры Доктора и его спутников. Караван продолжает свой путь, а Тегана встречается с Акоматом, подговаривает его и других бандитов напасть ночью на караван Марко Поло, когда они будут проходить через бамбуковый лес. В это время Ян прорезает палатку и подходит к охраннику. Он хочет оглушить его и позволить своим друзьям бежать, но обнаруживает, что охранник уже мёртв.

### Эпизод 5. Всадник из Шанду
Не желая оставлять караван на произвол судьбы, Ян будит Марко Поло и обо всём рассказывает. Ян решает, что можно напугать бандитов, бросая бамбук в огонь — бамбук начнёт взрываться и создаст много шума. Бандиты пугаются взрывов и в страхе бегут. В благодарность Марко Поло разрешает Сьюзен и Пинг-Чо общаться, а также позволяет другим снова свободно передвигаться по лагерю. К каравану присоединяется новый путешественник — всадник Линг-Тау, посланный Хубилаем к Марко. Он говорит, чтобы караван ускорился. В ближайшем городе путешественники должны пересесть на лошадей, чтобы быстрее достигнуть Шанду, а ТАРДИС и другие свои вещи оставить в городе, их пришлют позже с другим караваном. Тегана встречает Куджи и даёт ему взятку, чтобы он украл ТАРДИС, когда караван оставит его в городе. Пинг-Чо знает, где Марко хранит ключи от ТАРДИС, и даёт их Сьюзен. Вечером спутники сбегают к ТАРДИС, но Сьюзен возвращается к Пинг-Чо, что бы попрощаться с ней, и там неожиданно появляется Тегана.

### Эпизод 6. Могучий хан Хубилай
Ян убеждает Тегану освободить Сьюзен, взамен обещая не рассказывать Марко о его планах. Доктор возвращает ключ от ТАРДИС обратно Поло, Ян берёт всю вину на себя, покрывая Пинг-Чо. Он рассказывает Марко всю правду о ТАРДИС, но тот не верит и говорит, что знает, кто на самом деле украл ключи. Пинг-Чо подслушивает их и бежит из каравана. Марко посылает Яна найти её. Он находит девочку в Ченг-Чинге, где караван оставил свои вещи и ТАРДИС, и Ян раскрывает, что Киджи украл ТАРДИС. Они отправляются за ним, пытаясь вернуть корабль. В это время Барбара и Сьюзен пытаются уговорить Марко Поло не отдавать Пинг-Чо замуж, так как этому человеку 75 лет. Это заставляет Поло послать Тегану на поиски Пинг-Чо, боясь, что Ян отпустит её. Наконец путешественники прибывают во дворец хана. Сначала Доктор демонстрирует воинственность по отношению к нему, но скоро они находят общий язык. Ян и Пинг-Чо находят Киджи по дороге в Каракорум и хотят, чтобы он отдал им ТАРДИС, но в это время их обнаруживает Тегана и угрожает девочке.

### Эпизод 7. Убийца в Пекине
Противостояние Яна и Теганы нарушается, когда Лин-Тау с воинами обнаруживает их. Они убивают Киджи, но Тегане удаётся выйти из трудной ситуации, и путешественники решают отправиться в императорский дворец в Пекине. В это время Доктор играет в нарды с ханом, «поставив» на ТАРДИС, но проигрывает ему. В Пекин прибывают Ян, Пинг-Чо, Тегана и Линг-Тау с воинами. Ян и Пинг-Чо рассказывают Марко о том, что Тегана работает на хана Нагая, но тот не собирается им верить. Поло говорит, что девочка выходит завтра замуж. К счастью для Пинг-Чо, на следующий день её муж умирает. Доктор и его спутники считают, что Тегана хочет убить Хубилая, чтобы облегчить победу Нагая. Путешественники рассказывают об этом Марко Поло, и он бежит в тронный зал, чтобы предупредить хана. Доктор со спутниками также бегут в тронный зал и застают Марко Поло и Тегану за поединком. Тегана сдаётся и сам протыкает своё тело мечом. Марко отдаёт Доктору ключи от ТАРДИС, и он со спутниками бежит к ней. Корабль исчезает у всех на виду. В благодарность хан Хубилай отпускает Марко Поло со службы и разрешает ему вернуться в Венецию.

## Трансляции и отзывы
| Эпизод                | Дата показа     | Продолжительность | Телезрители (в миллионах) | Archive                            |
| --------------------- | --------------- | ----------------- | ------------------------- | ---------------------------------- |
| «Крыша мира»          | 22 февраля 1964 | 24:12             | 9,4                       | Only stills and/or fragments exist |
| «Поющие пески»        | 29 февраля 1964 | 26:34             | 9,4                       | Only stills and/or fragments exist |
| «Пять сотен глаз»     | 7 марта 1964    | 22:20             | 9,4                       | Only stills and/or fragments exist |
| «Стена лжи»           | 14 марта 1964   | 24:48             | 9,9                       | Only stills and/or fragments exist |
| «Всадник из Шанду»    | 21 марта 1964   | 23:26             | 9,4                       | Only stills and/or fragments exist |
| «Могучий Хубилай-хан» | 28 марта 1964   | 25:36             | 8,4                       | Only stills and/or fragments exist |
| «Убийца в Пекине»     | 4 апреля 1964   | 24:48             | 10,4                      | Only stills and/or fragments exist |
| [ 1 ] [ 2 ] [ 3 ]     |                 |                   |                           |                                    |